# ビクトリア・アシャッフェンブルク
ヴィクトリア・アシャッフェンブルク（Viktoria Aschaffenburg）はドイツのアシャッフェンブルクにホームを置くサッカークラブである。

## 歴史
主に3部リーグに在籍していたが、1985年にブンデスリーガ2部への昇格を果たした。昇格年度のシーズンは13位で終えたが、翌1986-87年シーズンに18位で降格。1シーズンで2部復帰を果たしたが、ふたたび18位で3部へと降格した。1992-93年シーズンにはオーバーリーガ・ヘッセン（当時の3部）で15位となり、4部リーグに降格した。2002-03年シーズンには4部16位と低迷、さらに5部リーグにまで降格した。4部へは1シーズンで復帰し、2008年より、リーグの再編にともない新たに発足したレギオナルリーガ（新4部）に所属することになった。

## タイトル

### 国内タイトル
なし

### 国際タイトル
なし